# Millwall F.C.
Millwall Football Club – angielski klub piłkarski z siedzibą w Bermondsey. Zespół występuje w Championship a swoje mecze rozgrywa na stadionie The New Den. Przydomek Millwall to „The Lions” (Lwy), a wcześniej „The Dockers” (Portowcy), który był związany z zawodem większości kibiców Millwall. Ten ostatni zmieniono, gdy w roku 1900 drużyna doszła do półfinału Pucharu Anglii. Wtedy to w herbie znalazły się dwa lwy i słowa: „We Fear No Foe”.  Zdanie znajdowało się na trykotach piłkarzy Millwall tylko w półfinałach FA Cup w 1903, 1907 i 1937.
Tradycyjne stroje drużyny składają się z niebieskich koszulek, białych spodenek i niebieskich getrów.
W mediach, kibice Millwall są często kojarzeni z chuligaństwem, a w wielu brytyjskich filmach i serialach, postacie kiboli są przedstawiani jako zwolennicy Millwall. Klub jest postrzegany jako jeden z najbardziej nielubianych na wyspach, a największym rywalem jest West Ham United.

## Historia

### Początki
Drużynę Millwall Rovers stworzyli pracownicy J.T. Morton, firmy sprzedającej żywność, ze wschodniego krańca Londynu. Pierwszym sekretarzem klubu został Jasper John Sexton.
Pierwszy mecz „The Dockers” (taki był pierwszy przydomek piłkarzy Millwall) rozegrali w 1885 roku z drużyną Fillebrook z Leytonstone. Millwall przegrało tamto spotkanie 0:5, jednak przez następnych 12 meczów żaden zespół nie był od nich lepszy. Łącznie w pierwszym sezonie zostali pokonani tylko 3 razy. W listopadzie 1886 roku East End Football Association zainicjowała Senior Cup Competition. Millwall doszło wtedy do finału tych rozgrywek i tam spotkało się z London Caledonians. Mecz został rozegrany na Leyton Cricket Ground, a końcowy wynik brzmiał 2:2 i drużyny musiały dzielić się pucharem przez 6 miesięcy. Podczas tamtego sezonu Millwall rozgrywało dwa mecze tego samego dnia, obydwa u siebie. W pierwszym z nich (porannym) przeciwko Dreadnought padł bezbramkowy remis, a w drugim, rozgrywanym kilka godzin później, Millwall wygrało 4:1 z drużyną Westminister Swifts.
Później, mimo porażki 1:8 w FA Cup, „The Dockers” okazali się najlepsi w East London Senior Cup, zdobywając to trofeum po raz pierwszy (samodzielnie). W następnym roku obronili ten sukces. Millwall przystąpiło następnie do Southern League, gdzie dominowało przez pierwsze 2 lata swego istnienia.
W tamtym czasie Football League składała się głównie z drużyn z północnej części Anglii, były to m.in. Bury, Notts County, Sheffield United i Preston North End. Na południu dalej działała Southern League i mimo tego, że nie było tam tak znanych drużyn, to właśnie te rozgrywki były najbardziej prestiżowe. Millwall było także tryumfatorem Western League w 1908 i 1909 roku. Swoje mecze rozgrywali na różnorodnych boiskach w Isle of Dogs. Nie było to dobre rozwiązanie, ponieważ na meczach pojawiało się od 300 do 4 tysięcy kibiców (najwięcej było na drugim boisku znajdującym się na North Ferry Road). Następnie Millwall dołączyło do Football League i rozgrywało swoje mecze na boisku małego londyńskiego klubu Woolwich Arsenal.

### Lata 50. i 60.
Forma Millwall w czasie lat 50. była słaba. Liczyła się wtedy praktycznie tylko walka o utrzymanie, jednak 5 października 1953 roku przy obecności 25 000 widzów Millwall zwyciężyło 2:1 z Manchesterem United w meczu towarzyskim.
Pod koniec lat 60. sytuacja uległa zmianie. „Lwy” (już teraz pod zmienionym przydomkiem) zaczęły liczyć się w Anglii. W drużynie nie brakowało talentów. Jednym z nich był bramkarz Alex Stepney, który przeszedł później do Manchesteru United i z „Czerwonymi Diabłami” sięgnął po Puchar Europy w 1968 roku.
Później forma klubu jeszcze bardziej się ustabilizowała. Dowodem tego jest passa 59 spotkań na własnym stadionie bez porażki. Była to zasługa trenera Rona Greya, który przyciągnął do klubu sponsorów. Schedę po Greyu przejął były piłkarz, Benny Fenton, kontynuując jego dzieło. W następnych latach Millwall było niemalże potęgą. W jego szeregach znajdowało się kilku świetnych piłkarzy, takich jak Harry Cripps, Derek Poss, Barry Kitchener, Keith Weller czy Doug Allder. Do dzisiaj są oni nazywani „grupa z 71.” To oni wyciągnęli klub z dołka, ale później przegrali awans (do starej) Division Two (dzisiejsza the Championship) zaledwie jednym punktem.

### Lata 80. i 90.
George Graham był trenerem Millwall w latach 1983–1986 i w tym czasie wydobył klub z Division Three (współczesna League One) i zwyciężył w Football League Trophy, wygrywając w finale z Lincoln City 3-2. Podczas tego meczu Graham wypatrzył młody talent Lincoln. Był to John Fashanu, którego szybko kupił.
Potem Graham został zastąpiony na funkcji szkoleniowca przez Johna Doherty'ego, wcześniejszego opiekuna Brentford i Cambridge United. W swoim drugim sezonie na The Den, Doherty zaskoczył wszystkich obserwatorów i komentatorów zdobywając mistrzostwo Second Division i wprowadzając „The Lions” do poważnej angielskiej piłki. Był to pierwszy i jak na razie ostatni awans do First Division, najwyższej wówczas, klasy rozgrywkowej w Anglii.
Początek sezonu mieli bardzo obiecujący. 1 października 1988 z dorobkiem 14 punktów po 6 meczach Millwall plasowało się na pozycji lidera. Szczególny wkład w sukces zespołu miał duet napastników – Tony Cascarino i Teddy Sheringham. Cascarino został ściągnięty z Gillingham za 225 000 funtów, zaś Sheringham zaczynał wtedy swoją zawodową karierę. W wieku 16 lat został wypatrzony przez scoutów Millwall, gdy grał w Leyton Orient.
Pierwszy mecz z udziałem „Lwów”, który pokazała telewizja, odbył się 22 stycznia 1989 roku. Kamery pokazały wielki transparent: „It's Taken You Long Enough to Find the Den” (już wystarczająco długo szukaliście jaskini [lwa]).
W swoim pierwszym sezonie w Division One Millwall zajęło 10. lokatę. Rok później udało im się wygrać w lidze zaledwie 2 razy i klub spadł szczebel niżej. Doherty został zwolniony, a na jego miejsce przyszedł były szkoleniowiec Middlesbrough, Bruce Rioch. Z drużyną pożegnał się Teddy Sheringham, który po przegranych play-offach w 2. lidze został sprzedany do Nottingham Forest. Jakiś czas później Sheringham został powołany po raz pierwszy do reprezentacji Anglii.
Rioch w 1992 roku sprowadził do klubu irlandzkiego pomocnika Micka McCarthy’ego, który poprowadził drużynę do 3. lokaty w sezonie 1993/94. Był to pierwszy sezon na nowym stadionie The New Den, który został otwarty 4 sierpnia 1993 roku. Podczas tamtego roku pokonali Arsenal w 3. rundzie FA Cup, wygrywając 2-0. Gola zdobył młody pomocnik, Mark Kennedy, ale późniejsza porażka z Derby County w półfinale tych rozgrywek wykluczyła londyński klub z tej rywalizacji.
"The Lions” nadal nie mogli wrócić do ekstraklasy. McCarthy zrezygnował z gry dla swojej reprezentacji w grudniu 1995 roku. Kennedy został sprzedany do Liverpoolu w marcu 1994 za 2 300 000 funtów, niewiele później Millwall spadło do Division One (w 1992 roku zmieniono nazwę, była to wcześniej Second Divison, a obecne the Championship). Dotychczasowy trener Mick McCarthy został zwolniony, a na jego miejscu pojawił się Jimmy Nichol. Klub znajdował się w rozsypce. Był w bardzo trudnej sytuacji finansowej przez co zainteresował się nim zarząd komisaryczny. W sezonie 96/97 nie udało się awansować i Nichola zastąpił tymczasowo John Doherty, który ustabilizował formę drużyny.
Nowym prezesem został Theo Paphitis, mianując Billy’ego Bondsa nowym menedżerem. Paphitis proponował, by piłkarze Millwall grali w szarych koszulkach, ale wcześniej dyskutował na ten temat z kibicami. Ustalono, że u siebie „Lwy” będą grać w jednolitych, białych strojach, a na wyjeździe ubrani będą na niebiesko. Na koszulkach zaczęło widnieć nowe logo klubu. Przedstawiało ono ryczącego lwa. Jednak zamieszanie z nowymi koszulkami nie wpłynęło dobrze na grę piłkarzy. Millwall nie utrzymało się w lidze. Zmieniono trenera – Bondsa zastąpił popularny Keith „Rhino” Stevens, który mianował Alana McLeary'ego na swojego asystenta. Strój „domowy” (niebieski) został przywrócony.
Stevens i McLeary doprowadzili „Lwy” do ich pierwszego meczu na Wembley. Spotkali się tam z Wigan Athletic w finale Auto Windscreens Shield, jednakże Millwall w obecności 49 000 widzów przegrało 0:1 po bramce w doliczonym czasie gry.

### XXI wiek
Mark McGhee zastąpił Keitha Stevensa. Na stanowisku asystenta menedżera pozostał jednak Alan McLeary. 8 miesięcy ich pracy przyniosło awans do Division One. W klubie nadal jednak chciano powrotu do ekstraklasy i po nieudanym sezonie 2002-2003 McGhee został zwolniony.
W 2003 roku Dennis Wise, były gracz Chelsea, reprezentant Anglii, został zatrudniony jako piłkarz-menedżer. Już w swoim pierwszym sezonie odniósł sukces. Awansował do finału Pucharu Anglii, w którym jego podopieczni co prawda przegrali 0:3, ale ich przeciwnicy – Manchester United – zakwalifikowali się do Ligi Mistrzów, więc Millwall zostało upoważnione do gry w Pucharze UEFA. Podczas tamtego finału z powodu kontuzji boisko musiał opuścić Wise, a zastąpił go Curtis Weston, który został najmłodszym piłkarzem występującym w finale tych rozgrywek. Weston w dniu meczu miał dokładnie 17 lat i 119 dni. Pobił 125-letni rekord należący do Jamesa F.M. Prinsepa.
Udział „Lwów” w Pucharze UEFA, pierwszy występ zespołu na arenie międzynarodowej, zakończył się bardzo szybko. W pierwszej rundzie angielski klub trafił na węgierski Ferencvaros. W dwumeczu było 4:2 dla mistrzów Węgier, co wyeliminowało „Lwy” z dalszej gry.
W 2005 roku Theo Paphitis podał się do dymisji, a jego miejsce zajął Jeff Burnige. Z końcem sezonu 2004/2005 Dennis Wise odmówił współpracy z nowym prezesem i opuścił klub.
21 czerwca Steve Claridge („Lew” w latach 2001–2003) objął posadę piłkarza-menedżera, jednak nie przypadł on do gustu Burnige'owi i został zwolniony po 36 dniach swojej pracy. Zastąpił go były szkoleniowiec Watford, Wolves i Walsall, Colin Lee, ale piastował urząd opiekuna drużyny z The Den tylko przez 5 miesięcy. Powodem zwolnienia go była słaba postawa zespołu w lidze.
W lutym 2006 roku nowym szkoleniowcem został David Tuttle, który nie miał trenerskiego doświadczenia i nie zdołał utrzymać klubu w lidze. Kilka kolejek przed końcem został zwolniony, a jego asystent Alan McLeary przejął posadę pierwszego trenera. 23 czerwca zastąpił go Nigel Spackman, jednak po serii słabych występów i on pożegnał się z Londynem. Zastąpił go jego dotychczasowy zastępca Willie Donachie, który zajął z klubem 10. miejsce.
W połowie sezonu 2007/2008, po słabych występach, Donachie'ego zastąpił Walijczyk Kenny Jackett, który wcześniej trenował rezerwy Manchesteru City. Jackett utrzymał zespół w League One (17. miejsce) i rozpoczął przebudowę zespołu.
Ciężka praca Jacketta w sezonie 08/09 dała „The Lions” 4. miejsce w tabeli i grę w fazie play-off o awans do Championship. Po wyeliminowaniu Leeds United w półfinale zespół z Bermondsey nie poradził sobie jednak na Wembley ze Scunthorpe, po dramatycznym meczu przegrywając 2:3.
W sezonie 2009/2010 po zwycięstwie w dwumeczu z Huddersfield Town i zwycięstwie w finale playoff ze Swindon Town zespół awansował do Football League Championship.

## Sukcesy
- Football League Second Division (obecnie the Championship)
  - Mistrzowie: 1987/1988
- Football League Third Division (obecnie Football League One)
  - Mistrzowie: 1927/1928, 1937/1938, 2000/2001
- Football League Fourth Division (obecnie Football League Two)
  - Mistrzowie: 1961/1962
- Puchar UEFA
  - Najlepszy występ: 1. runda (2004/2005)
- Puchar Anglii
  - Finaliści: 2004
  - Półfinaliści: 1900, 1903, 1937
- FA Youth Cup
  - Zwycięzcy: 1979, 1991.
- Football League Group Cup
  - Zwycięzcy: 1982/1983

## Obecny skład

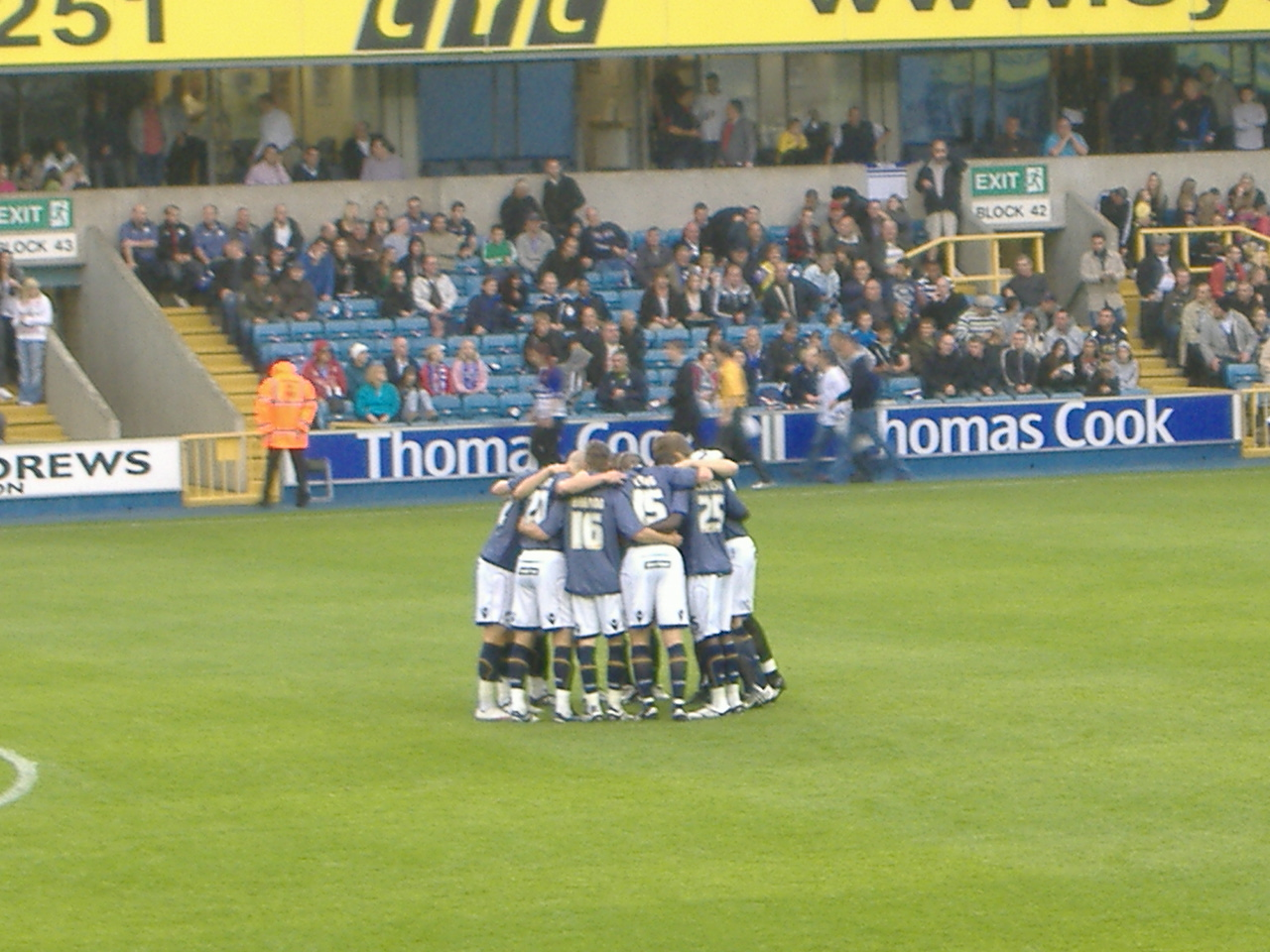
Drużyna Millwall tuż przed jednym z meczów.

Stan na 16 stycznia 2021
| Nr | Poz. | Piłkarz                                                  |
| -- | ---- | -------------------------------------------------------- |
| 1  | BR   | Frank Fielding                                           |
| 3  | OB   | Murray Fielding                                          |
| 4  | OB   | Shaun Hutchinson (wicekapitan)                           |
| 5  | OB   | Jake Cooper                                              |
| 6  | PO   | Shaun Williams                                           |
| 7  | PO   | Jed Wallace                                              |
| 8  | PO   | Ben Thompson                                             |
| 9  | NA   | Tom Bradshaw                                             |
| 10 | NA   | Matt Smith                                               |
| 11 | PO   | Shane Ferguson                                           |
| 12 | OB   | Mahlon Romeo                                             |
| 13 | NA   | Kenneth Zohore (wypożyczony z West Bromwich Albion F.C.) |
| 14 | OB   | Scott Malone (wypożyczony z Derby County F.C.)           |
| 15 | OB   | Alex Pearce (kapitan)                                    |
| 16 | PO   | Allan Campbell                                           |
| 18 | PO   | Ryan Leonard                                             |
| 19 | PO   | Ryan Woods (wypożyczony z Stoke City F.C.)               |
| 20 | NA   | Mason Bennett                                            |

| Nr | Poz. | Piłkarz                                         |
| -- | ---- | ----------------------------------------------- |
| 21 | PO   | Connor Mahoney                                  |
| 22 | NA   | Jón Daði Böðvarsson                             |
| 23 | OB   | Danny McNamara                                  |
| 24 | PO   | Billy Mitchell                                  |
| 25 | NA   | Troy Parrott (wypożyczony z Tottenhamu Hotspur) |
| 26 | NA   | Jiří Skalák                                     |
| 27 | OB   | Junior Tiensia                                  |
| 29 | NA   | George Alexander                                |
| 31 | BR   | Ryan Sandford                                   |
| 32 | PO   | Tyler Burey                                     |
| 33 | BR   | Bartosz Białkowski                              |
| 34 | OB   | Harry Ranson                                    |
| 35 | OB   | Hayden Muller                                   |
| 36 | OB   | Rob Strachan                                    |
| 37 | PO   | Reuben Duncan                                   |
| 38 | PO   | Sam Skeffington                                 |
| 40 | OB   | Besart Topalloj                                 |
| 44 | OB   | Daniel Moss                                     |

## Europejskie puchary
Legenda do wszystkich tabel:
- Q – runda eliminacyjna, 1/16, 1/8, 1/4, 1/2 – odpowiednia faza rozgrywek, Grupa – runda grupowa, 1r gr – pierwsza runda grupowa, 2r gr – druga runda grupowa, F – finał, R – runda, PO – play-off
- k. – rzuty karne, los. – losowanie, Dogr. – dogrywka, w. – zasada bramek strzelonych na wyjeździe

| Sezon   | Rozgrywki   | Runda | Klub        | Dom | Wyjazd | Ogólnie |
| ------- | ----------- | ----- | ----------- | --- | ------ | ------- |
| 2004/05 | Puchar UEFA | 1R    | Ferencváros | 1–1 | 1–3    | 2–4     |